# Jet Harris
Jet Harris (Kingsbury, 1939. július 6. – Winchester, 2011. március 18.) brit  basszusgitáros, az egyik legelső az elektromos basszusgitárosok közül.

## Pályafutása
1959-ben lépett be Cliff Richard kísérő zenekarába, a Driftersbe, aminek nevét Harris javaslatára The Shadowsra változtatták.
1962-ben kikerült a zenekarból alkoholizmusa miatt.
Ezután volt pár jelentős sikere, mint például az örökzöld Bésame mucho feldolgozása. Egy idő után már nem talált társakat összeférhetetlen viselkedése miatt. Kénytelen volt hétköznapi munkákat vállalni. Volt földmunkás, portás és kalauz is. Az 1980-as évektől sikerült ismét muzsikálnia.
2010-ben a A Brit Birodalom Rendje lovagi kitüntetést kapott.

## Albumok
- Inside Jet Harris – Ellie Jay Records/ Castle Records (1977)
- Diamonds and Other Gems – Deram 820634-2 (1989)
- The Anniversary Album – Q Records (1992)
- Twelve Great Guitar Gems – Zing Records (1994)
- Live Over England – Zing Records (1996)
- Beyond the Shadow of a Doubt – Zing Records (1993)
- Two of a Kind (with Alan Jones) – Zing Records (1997)
- Tributes and Rarities – Zing Records (1995)
- One of Our Shadows is Missing (with The Local Heroes) (1998)
- The Phoenix Rises – Mustang Music (2001)
- Diamonds are Trumps – Solent Records (2002)
- The Journey – Crazy Lighthouse Records Jet Harris, Nigel Hopkins, Paul Rumble, Cliff Hall, Ruud Wegman (2007)